# 六道珍皇寺

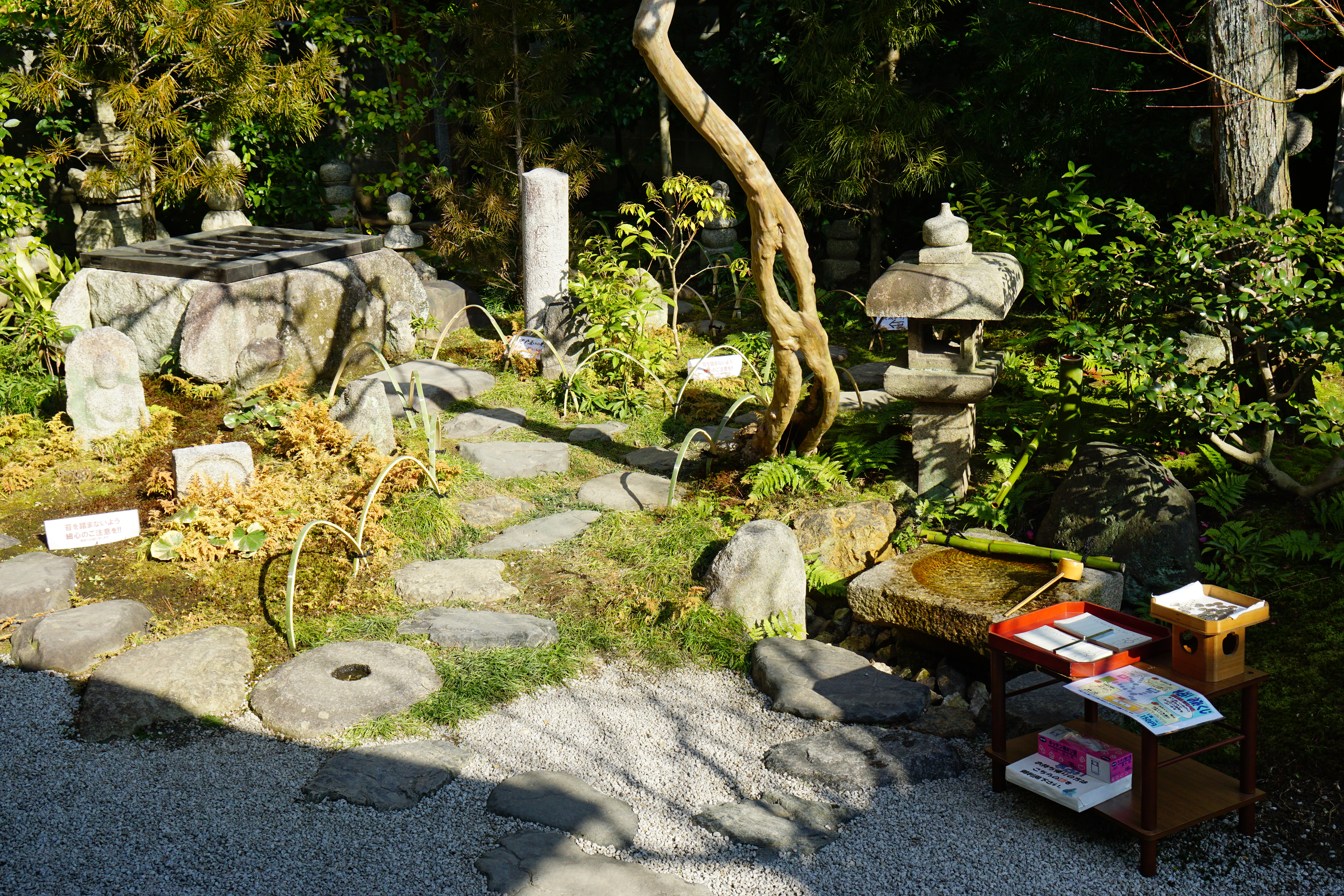
小野篁冥土通いの井戸（入口、左奥）

六道珍皇寺（ろくどうちんのうじ、ろくどうちんこうじ）は、京都市東山区小松町にある臨済宗建仁寺派の寺院。山号は大椿山。本尊は薬師如来。8月7日 - 10日の「六道詣り」、小野篁が冥界に通ったと伝わる井戸で知られる。通称「六道さん」。この付近が「六道の辻」であるとされる。

## 歴史
この寺の所在地付近は、平安京の火葬地であった鳥部野（鳥辺野）の入口にあたり、現世と他界の境にあたると考えられ、「六道の辻」と呼ばれた。「六道の辻」は五条通（現・松原通）沿いの六道珍皇寺門前やその西方の西福寺付近とされている。
創建は延暦年間（782年 - 805年）とされ、開山は奈良の大安寺の住持で空海の師にあたる慶俊とされる。異説として空海（「叡山記録」ほか）や小野篁（『伊呂波字類抄』『今昔物語集』）などとする説の他、かつてこの地に住した豪族鳥部氏の氏寺（鳥部寺、宝皇寺）がその前身であるともいう。さらに東寺百合文書の「山城国珍皇寺領坪付案」という文書（長保4年（1002年））には、珍皇寺は承和3年（836年）に山代淡海が創建したとある。
藤原道長の日記『御堂関白記』長保6年3月12日（1004年4月4日）条にある「珎光寺」は珍皇寺を指すとみなされる。近世の地誌類には「珍篁寺」と書かれることもあり、寺号は本来「ちんのうじ」ではなく「ちんこうじ」と読まれていたと考えられている。珍皇寺には念仏寺、愛宕寺（おたぎでら）などの別称もあり、『伊呂波字類抄』『山城名跡巡行志』は、珍皇寺の別名を愛宕寺とするが、愛宕寺が珍皇寺と念仏寺に分かれたともいう。東山区松原通大和大路東入る弓矢町（珍皇寺の西方）には念仏寺という寺があったが、大正時代に右京区嵯峨鳥居本に移転した（愛宕念仏寺の項を参照）。
鎌倉時代までは真言宗・東寺の末寺として多くの寺領と伽藍を有したが荒廃し、貞治3年（1364年）に建仁寺から聞溪良聰が入寺して再興、この際に臨済宗に改められた。南北朝時代以降、寺領の多くが建仁寺の所有に転じたことと戦乱により衰退し、中世後期の寺史はあきらかではない。
明治に入り一時建仁寺に併合された時期もあったが、1910年（明治43年）に独立した。

## 境内
- 本堂 - 薬師三尊像が祀られている[7]。
- 庫裏
- 北門
- 庭園
- 五重石塔
- 冥土通いの井戸 - 本堂背後の庭にある小野篁が冥界への往路に利用したと伝えられる井戸。寺宝展等の特別公開時に公開される。この井戸は有名であるため、多くの文学作品[8]に登場している。詳細は「小野篁#逸話と伝説」を参照。
- 竹林大明神社 - 篁の念持仏を祀っている。
- 小野愛宕権現社
- 黄泉がえりの井戸 - 2011年（平成23年）に隣接民有地（旧境内地）から発見された、篁が冥土よりの帰路に使ったと伝わる井戸[9]。江戸時代の名所案内である『拾遺都名所図会』に記された「生六道」（小野篁が冥界からの帰路に使ったとされる井戸。生六道解説画像参照）とは別のもの。
- 三界萬霊十方至聖供養塔
- 地蔵堂 - 堂の中央には「大石地蔵尊」と呼ばれる、弘法大師が亡者の霊魂の弔いと冥界での往生を祈願し、「六道の辻」に一夜にして彫り上げたと伝わる石仏が安置されている。
- 鐘楼 - お盆の精霊迎えの際に先祖の霊を迎えるために撞くという「迎え鐘」で知られる。四方を白壁で囲い外からは鐘が見えない。正面中央に設えた小さな穴から出ている綱を手前に引いて撞くようになっている。なお、「送り鐘」は中京区の矢田寺にある。
- 閻魔堂（篁堂） - 弘法大師、小野篁、閻魔王を祀る。
- 収蔵庫（薬師堂） - 本尊である薬師如来坐像（重要文化財）が安置されている。
- 山門

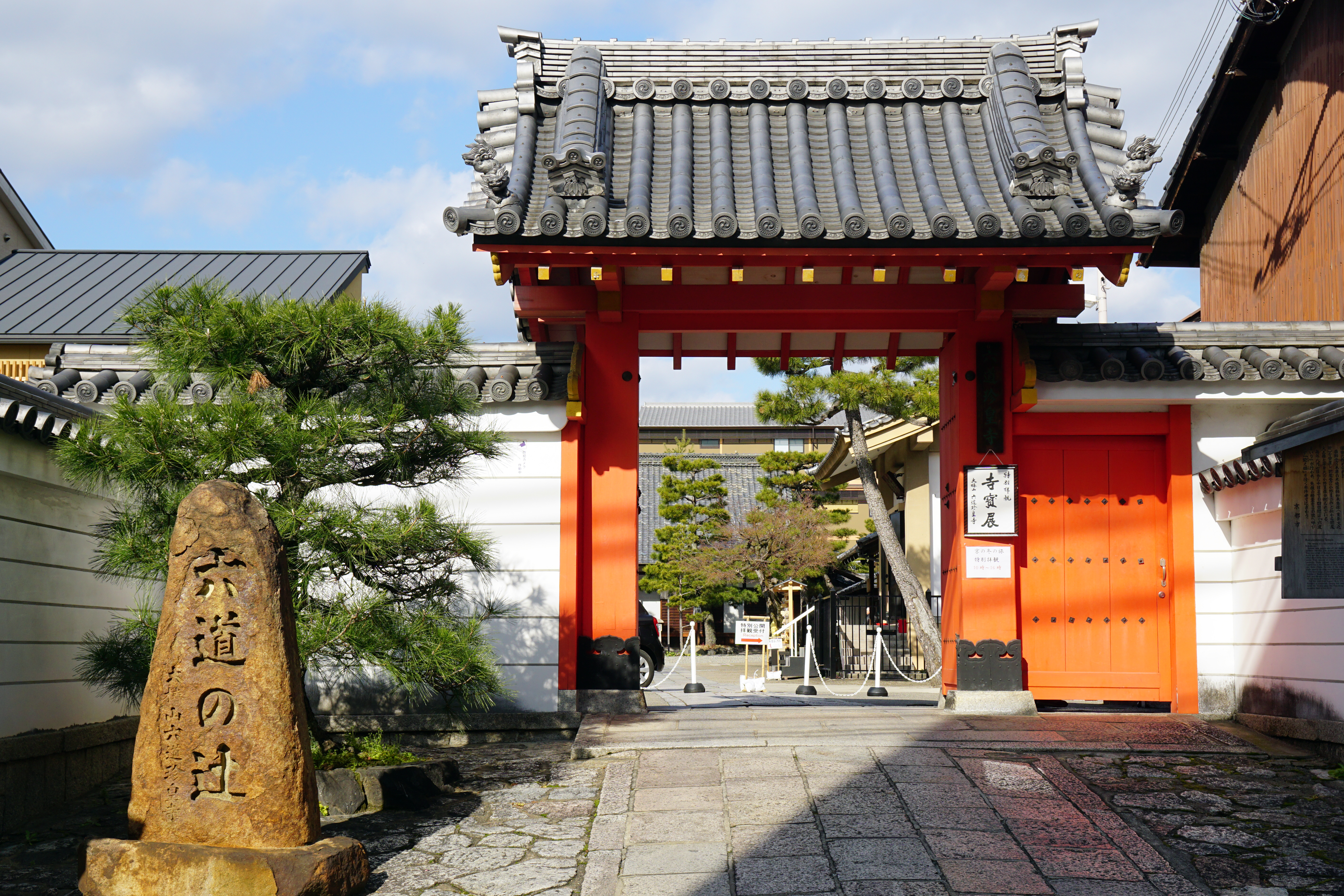
山門、六道の辻の碑
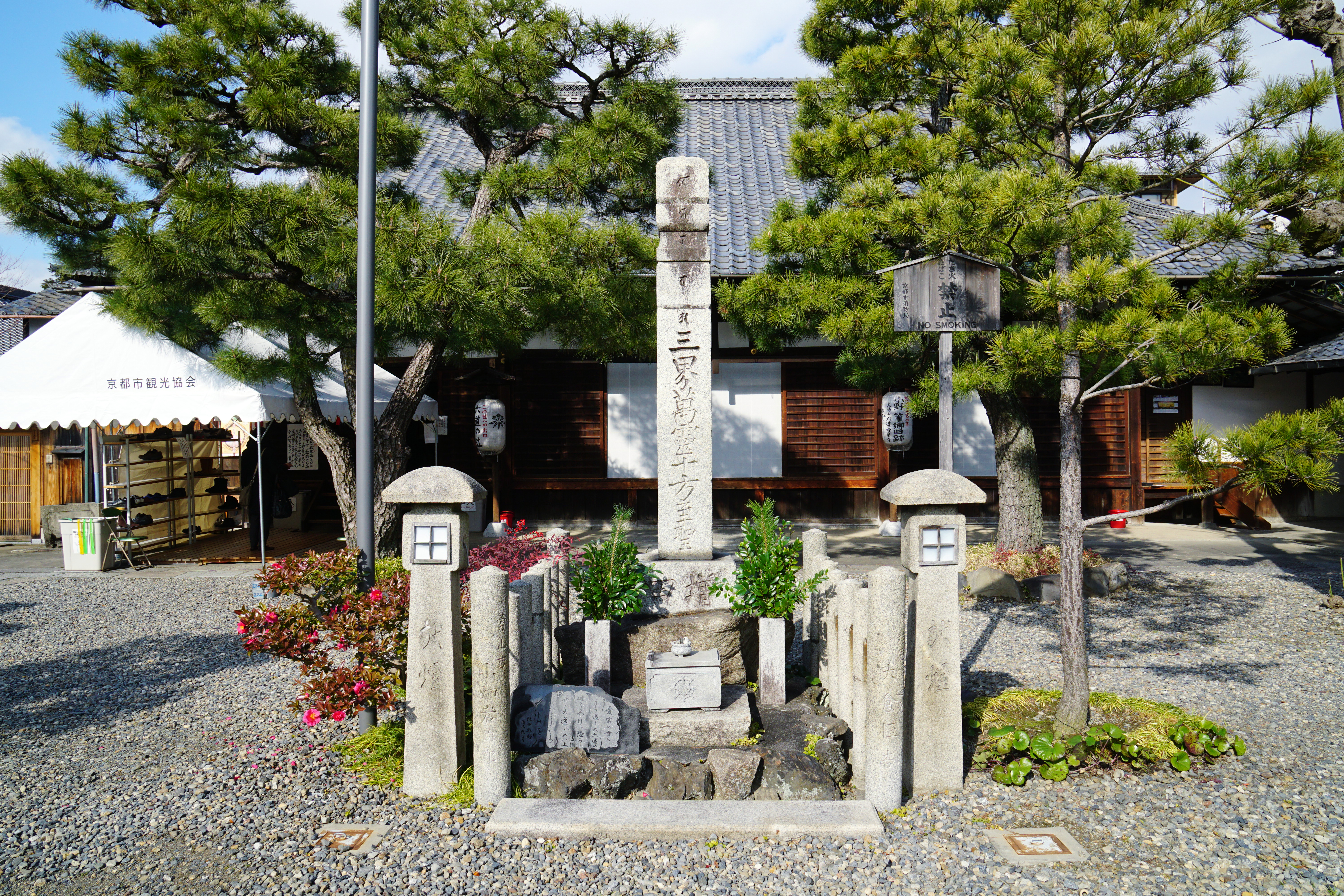
「三界萬霊十方至聖」の石塔婆
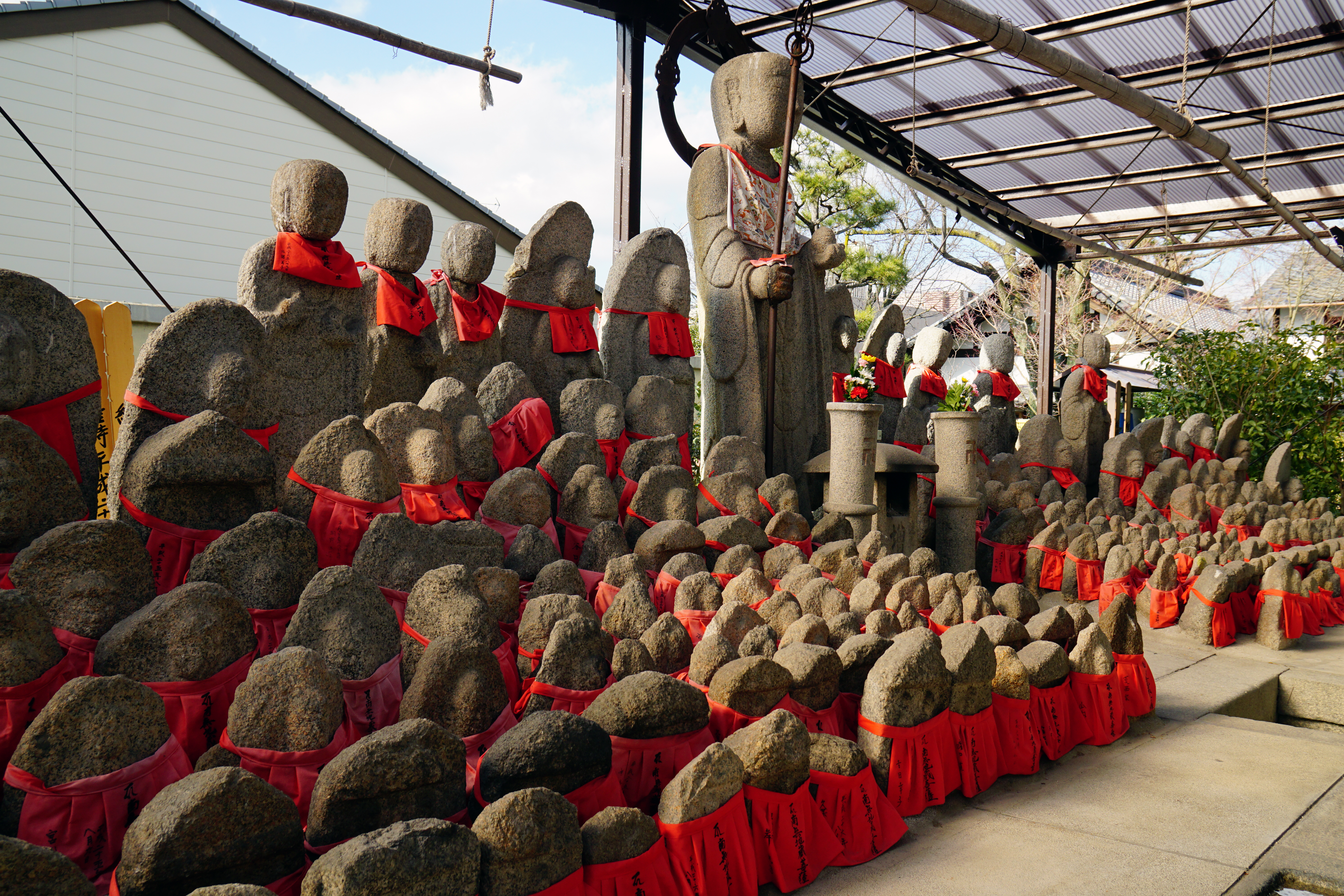
地蔵堂（大石地蔵尊）
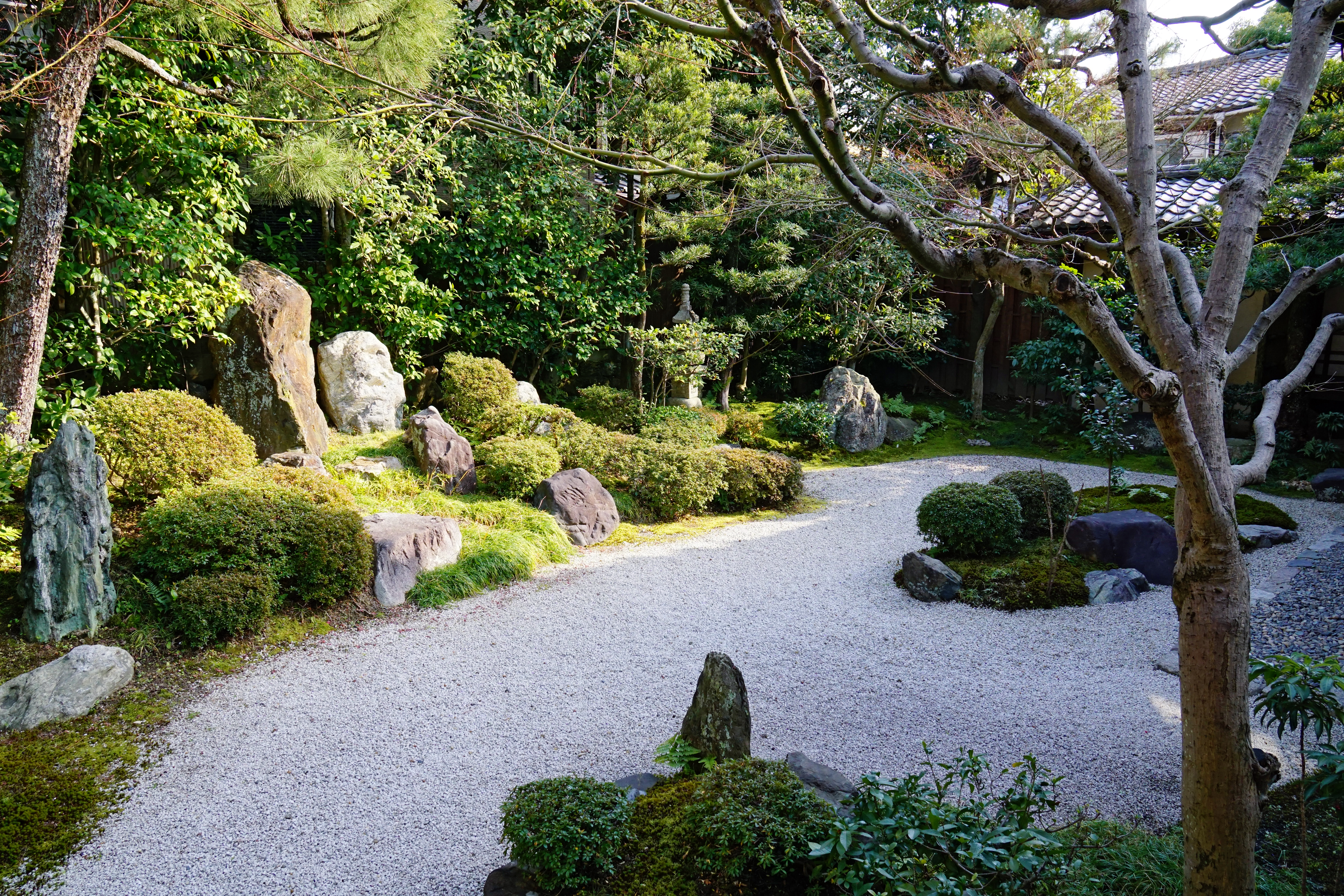
庭園
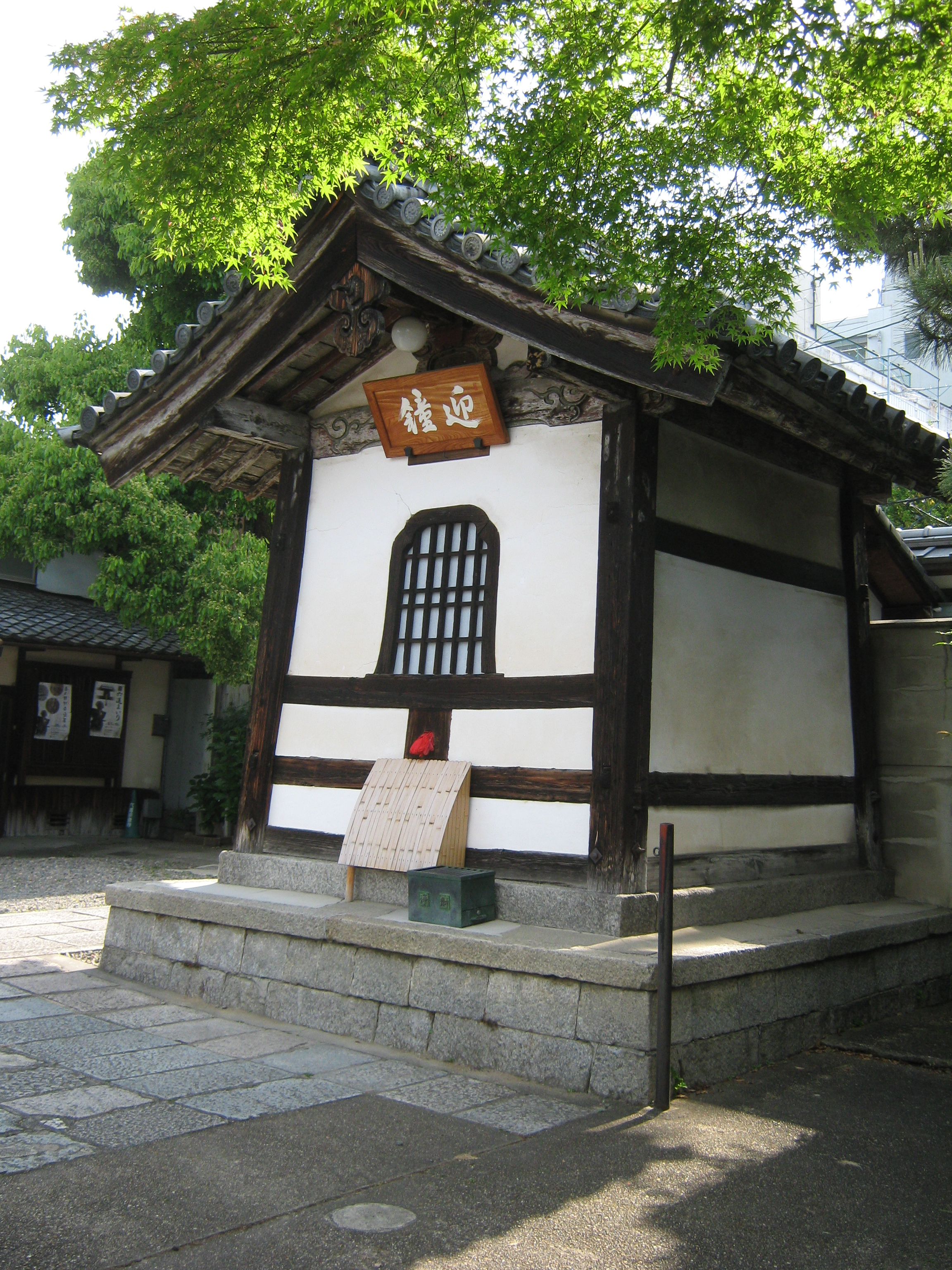
鐘楼（迎え鐘）
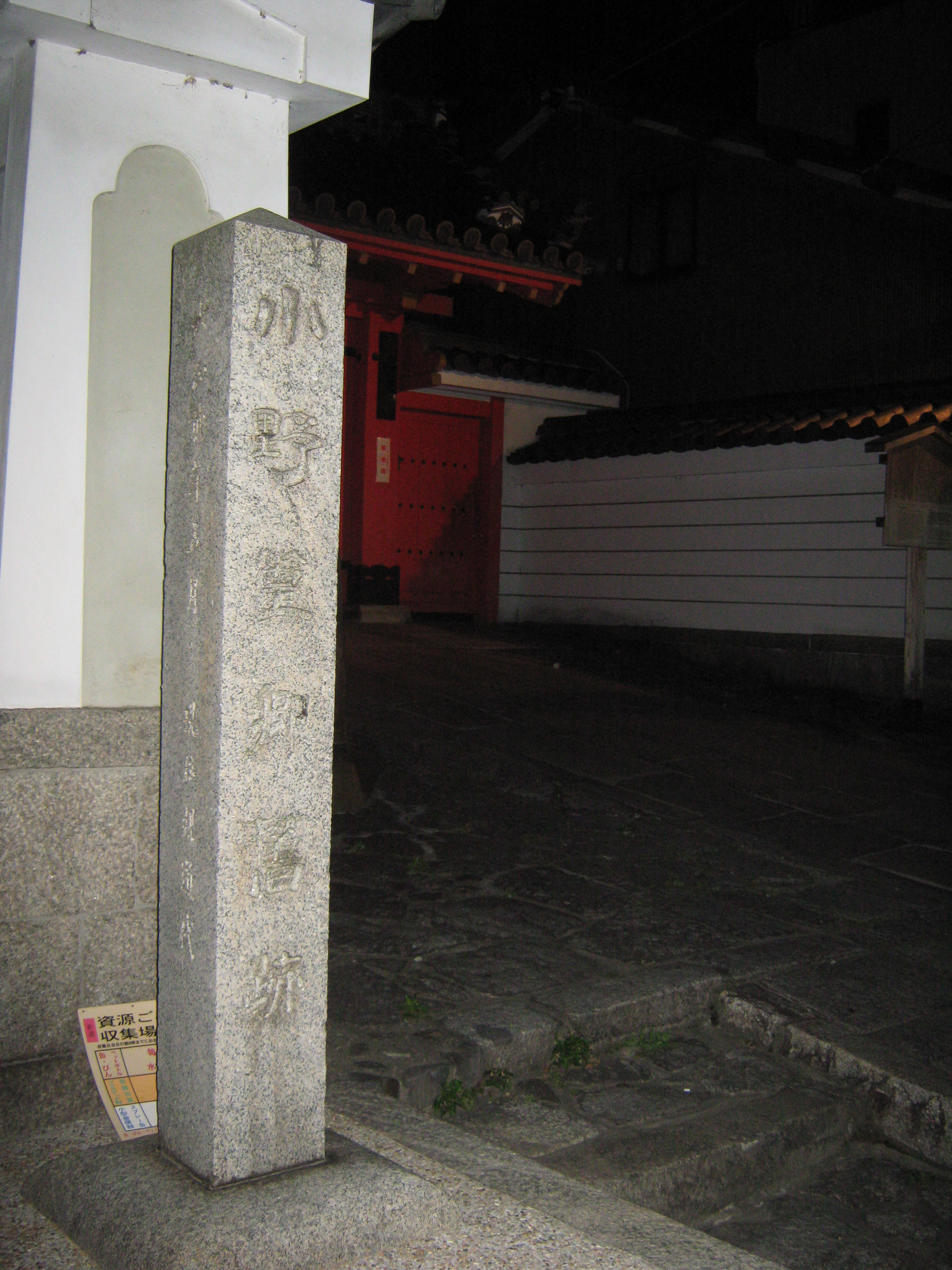
珍皇寺、小野篁卿旧跡、篁が夜な夜な珍皇寺門前の六道の辻から冥府に通ったという伝説がある、京都市東山区
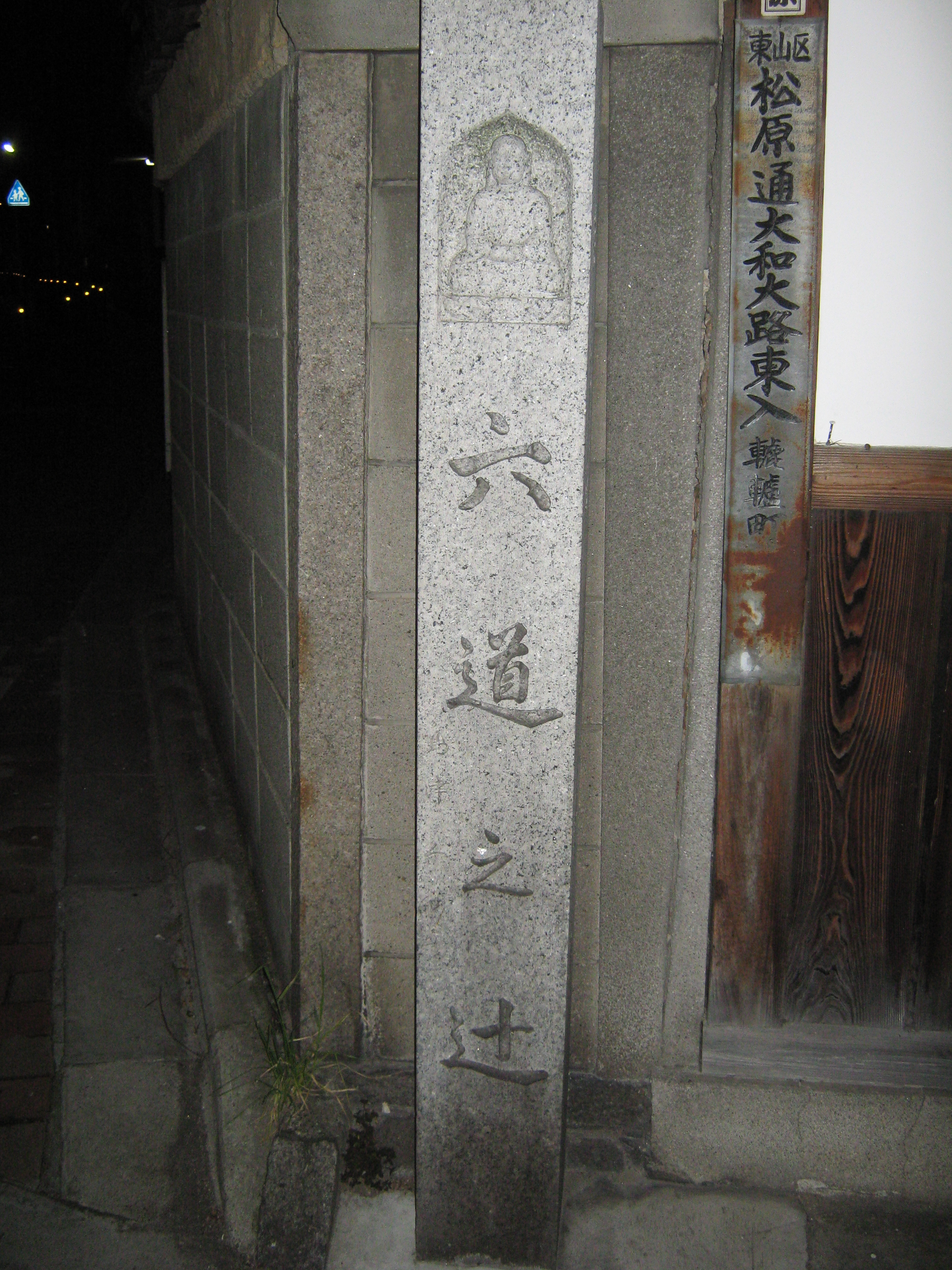
六道の辻、珍皇寺の門前、珍皇寺ゆかりの小野篁が冥府との往復を果たしたという伝説がある、京都市東山区

## 文化財

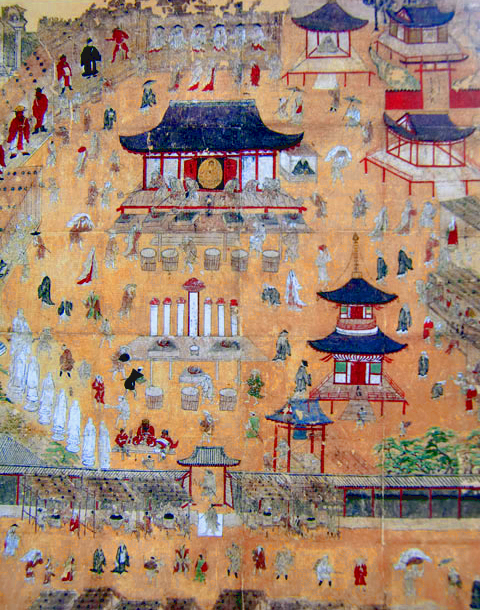
珍皇寺参詣曼荼羅（部分）

### 重要文化財
- 木造薬師如来坐像 - 収蔵庫に安置。

### 京都府指定歴史資料
- 珍皇寺参詣曼荼羅 1幅 - 法量縦206.8×横176.3センチメートル、紙本著色掛幅装。京都府指定歴史資料（平成9年〈1997年〉3月14日指定）[10]。珍皇寺最大の行事であり、広く民衆の信仰を集めた精霊迎えの様子を描く。図中には多数の人物が描かれるが、参詣曼荼羅の通例である二人連れでの描写ではなく、個々に独立した人物として描かれる傾向があるだけでなく、人物像や人物像ごとの筆致の精粗の差が目立つといった特色がある。画風や女性人物の表現から桃山時代と推定され、南北朝時代以後に衰退し、中世後期以降の寺史が明らかではない本寺の桃山時代の姿や祭礼の姿を描いている点で貴重な歴史資料である[11]。

### 寺宝
- 熊野観心十界曼陀羅（くまのかんじんじつかいまんだら）- 六道に「仏界」「菩薩界」「声聞界」「縁覚界」を合わせた十界を表した曼荼羅[12]。

## 六道詣り
六道まいり（六道さん）盂蘭盆に先立って8月の7日から10日に行なわれる祖先崇拝の宗教行事のことである。普段静かな六道珍皇寺は、六道詣りの日に限って境内から門前に至るまで、高野槇・愛宕の樒・伊勢朝熊の黄楊（柘植）・蓮・麻幹（苧殻）・溝萩・早稲・駒繋などを売る花屋の露店が立ち並ぶ。
また、前の松原通にある仏具神具店の店先には、蝋燭・蝋燭立・盆灯籠・花立・香・香炉・珠数・経本・鈴・木魚・過去帳・麻幹箸・新仏用の小さい苧殻梯子・霊膳と呼ばれる小型の白木の膳他の小物仏具など等が蔵浚で並ぶ。
参拝者は、本堂や経書堂で経木に亡き人の戒名か俗名を僧侶等に書いてもらい、本堂前にある白煙の濛々と立ちこめた香炉に向かい、線香を上げたあと、その煙を経木にまぶし、手で煙を呼びこんで身体にも振りかける。
そして経木は、境内西側の石地蔵の前に供えた水槽に浸し、または柄杓か高野槇で水をかけて水回向をする。
それから、十万億土の地の果てまで響き渡ると伝えられる「迎え鐘」を撞きながら故人の名を胸中に念じ、お精霊さんを冥界から呼び寄せる。そして、門前や境内で売られる高野槇を家に持ち帰ると、冥界で鐘の音を聞きつけたお精霊さんは、この高野槇の穂先を伝って帰ってくるといわれている。

## 拝観
境内は年中時間中なら拝観できる。5名以上のグループは事前予約制で堂内のみ有料で拝観できる。特別拝観時は予約なしで堂内に加えて、庭に降りて「冥土通いの井戸」「黄泉がえりの井戸」を拝観できる。拝観日はおおよそ月に1回ほどあるが日程は公式HPなどで確認のこと。

## 所在地・交通アクセス
- 京都府京都市東山区大和大路通四条下ル4丁目小松町595（松原通東大路西入る）
- 京都市バス清水道バス停西へ徒歩3分
- 京阪本線「祇園四条駅」下車徒歩約7分、または「清水五条駅」下車徒歩約8分

## 周辺
- 六波羅蜜寺
- 建仁寺
- 清水寺